# 小関陽星
小関 陽星（おぜき ようせい 、2000年4月18日 - ）は、東京都町田市出身のプロサッカー選手。J2・藤枝MYFC所属。ポジションは、ミッドフィールダー（MF）。

## 来歴
高ヶ坂SC、町田JFCジュニアユースを経て、関東第一高等学校へ進学。高校1、2年次に全国高等学校サッカー選手権大会に出場。その後神奈川県にある桐蔭横浜大学へ進学し、同校サッカー部に入部。
2022年7月11日、2023シーズンより藤枝MYFCへ加入する事が発表された。7月29日、JFA・Jリーグ特別指定選手として認定され、背番号は44番を着用する事が発表されたが、このシーズンの出場は無かった。大学最後の大会となる第71回総理大臣杯全日本大学サッカートーナメントで優勝を果たし、同校初の日本一に輝いた。
2023年、藤枝MYFCに入団。背番号は18番。同年5月13日 清水エスパルス戦で公式戦初のメンバー入りをし、84分に途中出場でJリーグ初出場を飾った。2024年11月21日 契約満了を発表。
2025年、SHIBUYA CITY FCに移籍。

## 所属クラブ
- 高ヶ坂SC (町田市立高ヶ坂小学校)
- 町田JFCジュニアユース (町田市立第二中学校)
- 関東第一高等学校
- 桐蔭横浜大学
  - 2022年7月 -  同年12月  藤枝MYFC (特別指定選手)
- 2023年 - 2024年  藤枝MYFC
- 2025年 -  SHIBUYA CITY FC

## 個人成績
| 国内大会個人成績 | 国内大会個人成績 | 国内大会個人成績 | 国内大会個人成績 | 国内大会個人成績 | 国内大会個人成績 | 国内大会個人成績 | 国内大会個人成績 | 国内大会個人成績 | 国内大会個人成績 | 国内大会個人成績 | 国内大会個人成績 |
| 年度             | クラブ           | 背番号           | リーグ           | リーグ戦         | リーグ戦         | リーグ杯         | リーグ杯         | オープン杯       | オープン杯       | 期間通算         | 期間通算         |
| 年度             | クラブ           | 背番号           | リーグ           | 出場             | 得点             | 出場             | 得点             | 出場             | 得点             | 出場             | 得点             |
| 日本             | 日本             | 日本             | 日本             | リーグ戦         | リーグ戦         | リーグ杯         | リーグ杯         | 天皇杯           | 天皇杯           | 期間通算         | 期間通算         |
| ---------------- | ---------------- | ---------------- | ---------------- | ---------------- | ---------------- | ---------------- | ---------------- | ---------------- | ---------------- | ---------------- | ---------------- |
| 2022             | 桐蔭横浜大       | 6                | 他               | -                | -                | -                | -                | 1                | 0                | 1                | 0                |
| 2023             | 藤枝             | 18               | J2               | 5                | 0                | -                | -                | 1                | 0                | 6                | 0                |
| 2024             | 藤枝             | 18               | J2               | 4                | 0                | 0                | 0                | 1                | 0                | 5                | 0                |
| 通算             | 日本             | 日本             | J2               | 9                | 0                | 1                | 0                | 2                | 0                | 11               | 0                |
| 通算             | 日本             | 日本             | 他               | -                | -                | -                | -                | 1                | 0                | 1                | 0                |
| 総通算           | 総通算           | 総通算           | 総通算           | 9                | 0                | 1                | 0                | 3                | 0                | 12               | 0                |

出場歴
- Jリーグ初出場 - 2023年5月13日 J2第15節 清水エスパルス戦 (IAIスタジアム日本平)

## タイトル

### クラブ
桐蔭横浜大学サッカー部
- 全日本大学サッカー選手権大会（2022年）